# Rietboor
De Rietboor of Het Wijde is een voormalig meertje of meerstal bij Lageland in de provincie Groningen. Het meer bestond uit een verbreed gedeelte van de Kleisloot en was bezit van de aangrenzende eigenaren. 'Rietboor' was tevens de naam van een nabijgelegen boerderij onder Heidenschap, die is gebouwd op een middeleeuwse huiswierde (Eemskanaal Zuidzijde 15).
De Rietboor was genoemd naar het riet dat hier groeide. De pachter Johan op Rokesweert en zijn nakomelingen hadden in 1479 het recht om het riet uit de Kleisloot te maaien om hun hooibergen daarmee te dekken. In ruil daarvoor moesten ze de watergang schoonhouden en de waterplanten afmaaien, zoals elders de boeren van Harkstede deden.
Een deel van het Leekstermeer wordt eveneens Rietboor genoemd. Ook ten westen van het Oewemeer bij Appingedam bevond zich een Reitboorde. Bij het Hoeksmeer kende men het Reijtmeer.